# Zygaena lavandulae

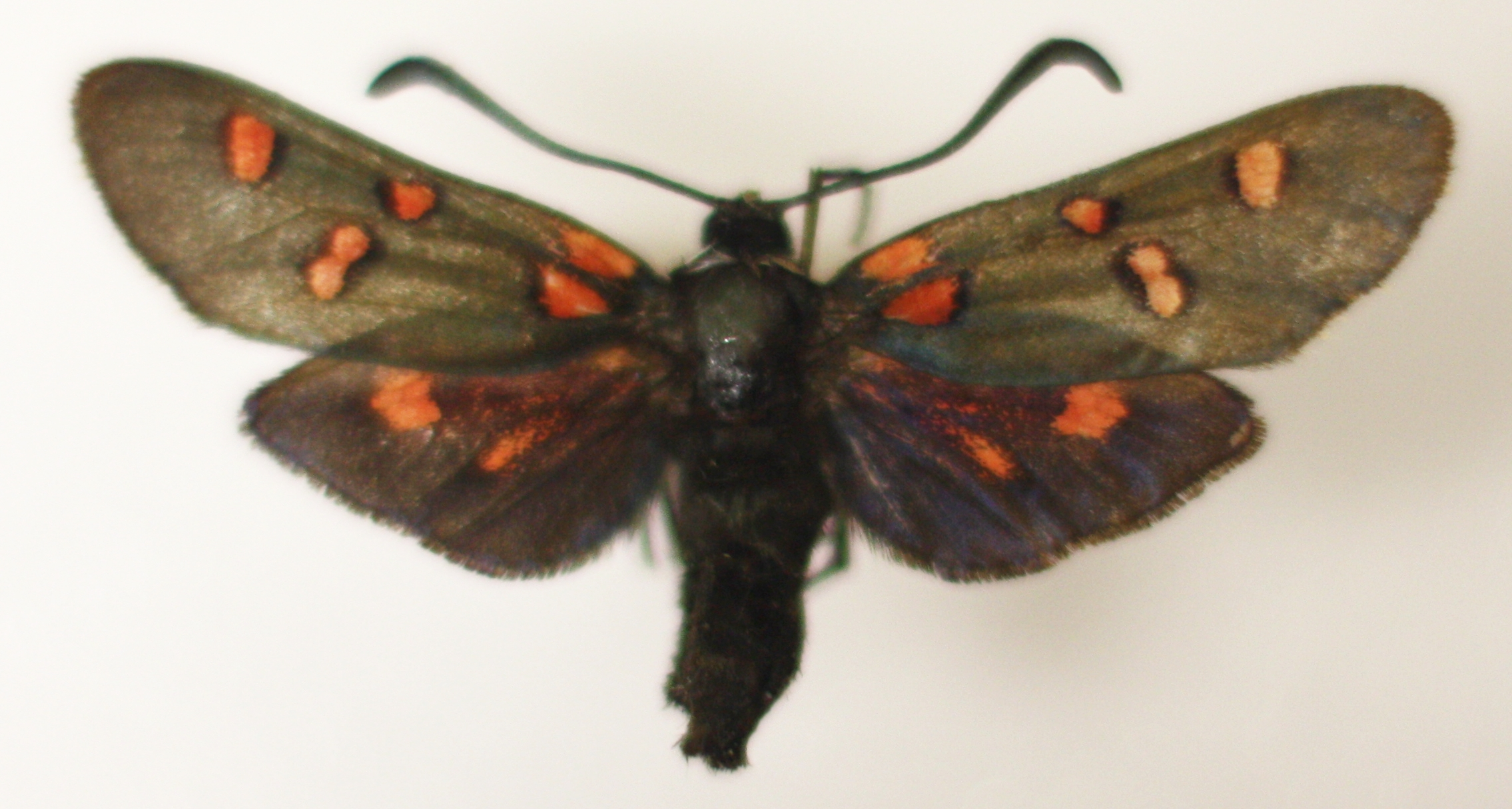
Präparat

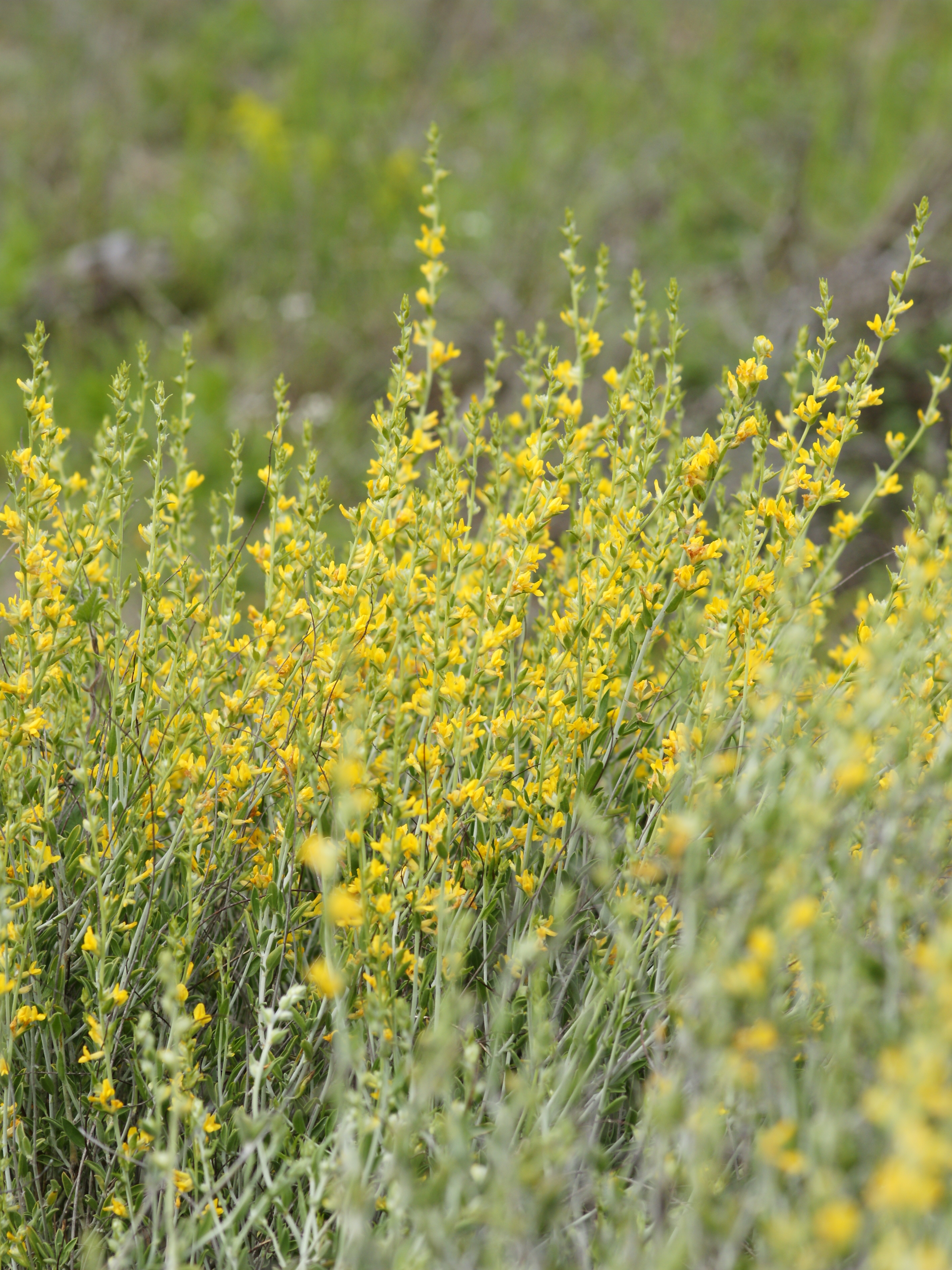
Ruten-Wundklee, eine Nahrungspflanze der Raupen

Zygaena lavandulae ist ein  Schmetterling (Nachtfalter) aus der Familie der Widderchen (Zygaenidae). Die Art wurde nach dem Lavendel (Lavandula) benannt, einer Nahrungspflanze der Raupen.

## Merkmale

### Falter
Die Flügelspannweite der Falter beträgt 31 bis 37 Millimeter. Ihre Vorderflügeloberseite ist schwarz und mit fünf roten Flecken versehen, die dünn schwarz umrandet sind und im Vergleich zu anderen Rotwidderchenarten relativ klein ausfallen. Je nach Lichteinfall schimmern die Flügel unterschiedlich stark metallisch grünlich oder bläulich. Die Hinterflügeloberseite ist in der Regel schwärzlich gefärbt und mit zwei roten Flecken versehen, die zuweilen ineinander übergehen. Thorax und Hinterleib sind einfarbig schwarz. Der Kragen ist auffällig buschig weiß. Die Fühler sind an der Spitze keulenförmig verdickt.

### Raupe
Ausgewachsene Raupen von Zygaena lavandulae haben eine graue Grundfärbung und sind leicht stachelig behaart. Neben den sehr breiten schwarzen Nebenrückenlinien heben sich gelbe Flecke ab. Die Stigmen haben eine schwarze Farbe.

### Ähnliche Arten
Die ähnlich gefärbte Zygaena rhadamanthus unterscheidet sich deutlich durch sechs große rote Flecke auf der Vorderflügeloberseite.

## Vorkommen und Lebensraum
Das Verbreitungsgebiet von Zygaena lavendulae erstreckt sich von Nordwestafrika und der Iberischen Halbinsel durch Südfrankreich bis nach  Ligurien. Hauptlebensraum sind heiße, sandige Trockenhabitate, lichte Wälder, Magerrasenflächen und sonnige Berghänge. Folgende Unterarten sind bekannt:
- Zygaena lavandulae consobrina
- Zygaena lavandulae espunnensis
- Zygaena lavandulae barcelonica
- Zygaena lavandulae alfacarica

## Lebensweise
Die tagaktiven Falter fliegen in einer Generation je nach Höhenlage zwischen März und Juli. Zur Nektaraufnahme besuchen sie gerne verschiedene Blüten. Hauptnahrung der Raupen sind die Blüten von Ruten-Wundklee (Anthyllis cytisoides) sowie die Backenkleeart Dorycnium pentaphyllum und Lavendel (Lavandula). Der kahnförmige, weißliche bis ockerbraune Kokon ist unregelmäßig gerippt. Er wird bodennah zwischen Pflanzen oder an abgestorbenen Stängeln bzw. Ästchen angelegt.